# Waterland (роман)
«Вотерленд» — роман Грема Свіфта 1983 року, дія якого відбувається у Фенленді на сході Англії. Він отримав премію Guardian Fiction Prize і потрапив до короткого списку Букерівської премії.
У 1992 році він був екранізований у фільмі з Джеремі Айронсом у головній ролі.

## Теми
Вотерленд пов'язаний з природою та значенням історії як першоджерела сенсу в оповіданні. З цієї причини його пов'язують з новим історизмом. Можна також сказати, що Waterland підпадає під категорію постмодерністської літератури. Він має характеристики, пов'язані з постмодерністською літературою, такі як фрагментарний стиль оповіді, де події не розповідаються в хронологічному порядку. Ненадійний оповідач також присутній. Основні теми роману включають розповідь та історію, дослідження того, як минуле призводить до майбутніх наслідків.
Сюжет роману обертається навколо слабо переплетених тем і наративу, включаючи потяг брата оповідача до своєї дівчини/дружини, вбивство, що виникло в результаті, дівчину, яка зробила аборт, який робить її безплідною, і її подальшу боротьбу з депресією. Ставши дорослою жінкою, вона викрадає немовля.
Ця особиста розповідь розгортається в контексті ширшої історії, сім'ї оповідача, Фенів загалом і вугра.

## Короткий зміст сюжету
Том Крік, якому п’ятдесят два роки, близько тридцяти років вчив історію в середній школі в Гринвічі. Оскільки світ встановлює свої годинники за часом за Грінвічем, це місце, де час починається. Том був одружений з Мері стільки часу, скільки викладав, але у пари немає дітей. Учні школи Тома дедалі більше орієнтуються на науку, а директор, фізик, мало симпатизує предмету Тома. Один із студентів Тома, Прайс, ставить під сумнів актуальність вивчення історичних подій. Скептицизм юнака змушує Тома змінити свій підхід до викладання і розповідати казки, взяті з власних спогадів.
Роблячи це, він стає частиною історії, яку викладає, пов’язуючи свої розповіді з місцевою історією та генеалогією. Директор школи Льюїс намагається спонукати Тома достроково піти на пенсію. Том чинить опір цьому, тому що його відхід означатиме, що історичний факультет припинить своє існування та буде об’єднано з ширшою областю загальних досліджень. Дружину Тома заарештовують за викрадання дитини. Розголос, який супроводжує її арешт, погано позначається на школі, і Тому кажуть, що тепер він повинен піти на пенсію. У відповідь він використовує свій майбутній вимушений вихід на пенсію як привід, щоб розповісти історію своїм студентам. Сюжет «Вотерленду» зосереджений як на минулому в 1943 році, так і на теперішньому часі через тридцять років – все це відбувається очима Тома в підлітковому віці.
У романі йдеться про близько трьохсот років місцевої історії, включно з історією родини Тома, що стосується ширших історичних течій минулих століть. Мається на увазі контрабанда та ізоляція в невеликих містечках Фенів.
Значна частина сучасного сюжету зосереджена на бурхливих стосунках Тома з Мері, як у підлітковому віці, так і після їхнього одруження. Брат Тома Дік розумово неповноцінний; він стає все більш ревнивим, коли вони підлітки через його власний потяг до Мері. Вона виросла на батьківській фермі, розташованій біля будинку сім'ї Тома. Батько Тома, шлюзувальник, має дім із двома синами в котеджі шлюза, біля притоки Великої Узи. Мати Тома помирає, коли йому було десять років. Мати Марії померла під час її народження, і вона обмежена суворим релігійним вихованням свого батька в дитинстві.
Коли Мері дорослішає, її інтерес до чоловіків зростає, і вони з Томом вступають у незаконні стосунки. Дік обурюється на них. Коли вона дізнається, що вагітна, Дік підслуховує Мері та запитує, чи він батько. Він думає, що якщо вона є, то їй доведеться щось присвятити йому. Мері каже йому, що батьком є інший хлопчик, Фредді Парр. Збентежений цією інформацією, Дік б'ється з п'яним Фредді, який не вміє плавати, і штовхає його в річку. Батько Тома знаходить і витягує тіло Фредді зі шлюзу, не підозрюючи, що він потонув не випадково. Але це висновок слідчого слідства. Коли Мері не вдається спровокувати викидень, вони з Томом, який є батьком дитини, звертаються до старої старої жінки, щоб зробити аборт. Мері захворіла на септицемію, а пізніше дізналася, що її зробили стерильною.
Її батько змушує її усамітнитися, і протягом трьох років вона залишається ізольованою. Нарешті обидва батьки погоджуються дозволити своїм дітям знову зібратися разом. Їм невідомий Том, який воював у Другій світовій війні, уже написав Мері. Коли він повертається додому, вони одружуються. Том починає свою вчительську кар'єру, а Мері влаштовується на роботу в будинок для людей похилого віку.
Роман повертається до сьогодення, коли Том зростає в жаху через дитину, яку забрала Мері, яка вірить, що це дар від Бога. Він повинен вжити заходів і повернути його справжній матері, незважаючи на благання дружини. Мері, явно нестабільна та страждаюча роками від горя після аборту, заарештована після повернення дитини. Пізніше Тома повідомляють, що її помістили в психіатричну лікарню.
Сюжет завершується останнім спогадом, який показує крах Діка після відкриття, що він народився внаслідок кровозмішних стосунків, які його дідусь нав’язав його доньці, його матері та матері Тома. Його прийомний батько ніколи не сприймав його і не цінував так, як Том. Дік п’яніє від алкоголю, який знайшов у старій скрині свого справжнього батька, де також були листи, що розкривають його справжнє походження, і їде на своєму мотоциклі. Несамовита, його родина використовує човен друзів і виявляє, що Дік збирається стрибнути у воду. Незважаючи на їхні благання та запевнення, що його оцінять як рівня Тома, Дік кидається у воду й тоне. Його смерть переслідує Тома все життя.

## Екранізація
У 1992 році вийшла кіноверсія Waterland режисера Стівена Джилленхола з Джеремі Айронсом у головній ролі. Адаптація зберегла деякі головні моменти сюжету, але перемістила сучасне місце дії до Піттсбурга та усунула багато великих історичних аспектів.

## Подальше читання
- Бентлі, Нік. «Грем Свіфт, Вотерленд ». У сучасній британській художній літературі (Edinburgh: Edinburgh University Press, 2008), 131–40.ISBN 978-0-7486-2420-1ISBN 978-0-7486-2420-1.

## Зовнішні посилання
- Навчальний посібник Waterland, Грем Свіфт
- Водна країна Грема Свіфта